# Saint-Romain-sous-Versigny
Saint-Romain-sous-Versigny este o comună în departamentul Saône-et-Loire, Franța. În 2009 avea o populație de 109 de locuitori.

## Evoluția populației
| An        | 1975 | 1982 | 1990 | 1999 | 2006 | 2009 |
| --------- | ---- | ---- | ---- | ---- | ---- | ---- |
| Populație | 184  | 144  | 137  | 121  | 115  | 109  |